# Stonogobiops xanthorhinica
Stonogobiops xanthorhinica és una espècie de peix de la família dels gòbids i de l'ordre dels perciformes.

## Morfologia
- Els mascles poden assolir 6 cm de longitud total.
- Nombre de vèrtebres: 26.[4][5]

## Hàbitat
És un peix marí, de clima tropical (21 °C-27 °C) i associat als esculls de corall que viu entre 3-45 m de fondària.

## Distribució geogràfica
Es troba al Pacífic occidental: Indonèsia, Nova Guinea, Salomó, el nord de la Gran Barrera de Corall i el sud del Japó.

## Observacions
És inofensiu per als humans.